# Never Ending (canción de Elvis Presley)
"Never Ending"  (Li. "Interminable" o "Sin fin") es una canción del género balada romántica con influencias latinas grabada y popularizada por Elvis Presley, que formó parte de la banda sonora de su película "Double Trouble" y por consiguiente del álbum homónimo.. La composición de la canción, que se editó como sencillo en 1964, corresponde a Buddy Kaye y Philip Springer.

## Grabación
Elvis grabó la canción en el legendario estudio B de RCA en Nashville, Tennessee el 26 de mayo de 1963.
Las sesiones de grabación del material incluirían a varios guitarristas como Grady Martin, Harold Bradley, y Jerry Kennedy, además de Scotty Moore y otros músicos que formaban parte asiduamente de las grabaciones de Presley como Bob Moore en el bajo, D. J. Fontana y Buddy Harman en batería, Floyd Cramer en piano, Boots Randolph en saxofón y xilófono y los coros del grupo vocal The Jordanaires.
En términos generales la totalidad del material que más tarde serviría para musicalizar la película mencionada, rondaba en la medianía y ni Elvis ni los músicos que lo acompañaron en las grabaciones, se sintieron demasiado entusiastas a la hora de lograr un buen producto.
En "Never Ending" la balada romántica destaca junto a la voz de Elvis, un acompañamiento arpegiado de guitarra estilo española con compases claramente marcados por la percusión de las claves, mientras que los coros enfatizan la intensidad de la letra a medida se va acercando hacia el final.
La toma escogida por Presley como la más apta para comenzar a forjar la masterización fue la # 3.

## Letra
La poesía de la letra hace una comparación metafórica entre la mirada que se tiene de la inmensidad del mar cuando se mira al horizonte donde da la sensación de que el océano no tiene un fin, con el amor que el protagonista siente por la mujer que constituye su interés amoroso "Walk down to the beach at sunset. Look as far as you can see. You will find that endless ocean. And that's how my love will always be"

## Ediciones
- "Such a Night" / "Never Ending" (Sencillo) RCA 47-8400 . 1964[6]
- "Double Trouble" (álbum) RCA Víctor LPM 3787 - 1967[3]
- "From Nashville To Memphis - The Essential 60's Masters" - (CD Box Set) RCA 88697787832 - 2010[6]
- "The Album Collection" - (CD) RCA 88875114562 - 2016[6]